# Донина, Инноченцо
Инноченцо Донина (итал. Innocenzo Donina; 16 июля 1950, Пьянконьо, Ломбардия — 19 марта 2020, Бергамо, Ломбардия) — итальянский футболист, играл на позиции полузащитника.

## Биография
Воспитанник футбольной школы «Аталанты». В 1969 году в составе молодёжной команды стал победителем турнира Виареджо.
Первый опыт взрослого футбола получил в команде четвёртого итальянского дивизиона «Кремонезе», цвета которой защищал на условиях аренды в сезоне 1969/70. В 1970 году вернулся в «Аталанту», в которой дебютировал в Серии A, проведя за сезон десять игр в элитном дивизионе. Тогда же получил тяжёлую травму, которая помешала молодому полузащитнику в полной мере реализовать свой игровой потенциал.
В 1971 году вернулся в «Кремонезе», а через год стал игроком «Реджаны», в составе которой сыграл четыре сезона во втором итальянском дивизионе.
Впоследствии сезон 1976/77 провёл в составе «Виченцы», принял участие в 36 матчах первенства, помог команде выиграть Серию B и получить повышение в классе в высший дивизион. Впрочем сам полузащитник так и не вернулся в Серию A, так как в межсезонье он перешёл в «Бари», команду всё того же второго дивизиона.
Ещё через год он в третий раз стал игроком «Кремонезе», за которую сыграл ещё один сезон в третьем итальянском дивизионе, после чего в течение первой половины 1980-х играл за ломбардийские команды из низших лиг, пока в 1986 году окончательно не завершил игровую карьеру.
Умер 19 марта 2020 года на 70-м году жизни в Бергамо от коронавирусной болезни COVID-19.